# Górna Wieś (Bronkowice)
Górna Wieś – część wsi Bronkowice w Polsce, położona w województwie świętokrzyskim, w powiecie starachowickim, w gminie Pawłów.
W latach 1975–1998 Górna Wieś administracyjnie należała do województwa kieleckiego.